# The Clique
Pour les articles homonymes, voir Clique.

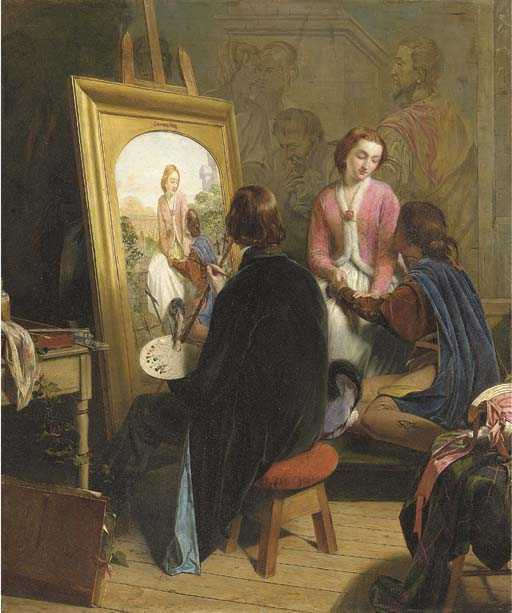
The Pre-Raphaelite, satire du mouvement des préraphaélites par Henry O'Neil, 1857.

The Clique est un groupe d'artistes-peintres britannique formé par Richard Dadd à la fin des années 1830. Parmi les autres membres, on trouve Augustus Egg, Alfred Elmore, William Powell Frith, Henry Nelson O'Neil, John Phillip et Edward Matthew Ward.
Ils étaient alors décrits comme « Le premier groupe d'artistes britanniques à se combiner pour une plus grande force et pour annoncer que la grande tradition du  regard sur le passé de l'Académie n'était pas pertinent dans les exigences de l'art contemporain ».  